# پوشیده‌سران
پوشیده‌سران (انگلیسی: Stegocephalia) نامی است که در زیست‌شناسی برای اشاره به چهاراندام‌ریختان اولیه و نوادگان دوزیست هم‌پایه آن‌ها استفاده می‌شود.